# Sumelap
Sumelap is een bestuurslaag in het regentschap Kota Tasikmalaya van de provincie West-Java, Indonesië. Sumelap telt 4714 inwoners (volkstelling 2010).